# Bienvenue en adolescence !
Bienvenue en adolescence ! est le quatorzième album de la série de bande dessinée Titeuf écrite et dessinée par Zep. L'album est sorti en 2015.

## Synopsis
Depuis l'arrivée de Ramatou dans l'école, Titeuf ne sait plus où donner de la tête. Ramatou et Nadia se disputent sans cesse pour être l'amoureuse de Titeuf. Pire encore, une troisième amoureuse va faire surface. Pour plaire à toutes ces filles, Titeuf a bien compris qu'il devrait grandir mais la prochaine étape pour grandir c'est l'adolescence.

## Nouveau personnage
- Camille : l'amoureuse de Titeuf à l'époque de la crèche. Un garçon manqué qui n'hésitait pas à s'en prendre à tous les garçons.

## Anecdote
- Il s'agit du second tome de Titeuf qui comporte une histoire complète.
- Le père de Manu fait une première et brève apparition dans les albums de Titeuf.

## Accueil
Dans la revue Caractère, la journaliste Isabelle Calvo-Duval rapporte qu'en 2015, l'album s'est écoulé à 274 000 exemplaires, ce qui place cet ouvrage au second rang des ventes (après Le Papyrus de César).